# Rejon czkałowski (Jekaterynburg)
Rejon czkałowski w Jekaterynburgu (ros: Чкаловский район) – jeden z rejonów rosyjskiego miasta Jekaterynburg.

## Historia
Według danych z 2012 roku jekaterynburski rejon czkałowski zamieszkiwany był przez 224 631 mieszkańców. Rozwój osadnictwa na tym obszarze rozpoczyna się w 1704 roku, gdy wokół jednej z istniejących tu manufaktur zajmujących się obróbką żelaza rozpoczęto budowę domów mieszkalnych. W kolejnych dziesięcioleciach otwarto tu zakłady zajmujące obrabianiem marmuru i minerałów, a w 1720 roku otwarto tu pierwszą szkołę. W 1722 roku otwarto zakłady noszące imię księżniczki Elżbiety Piotrownej, które zajmowały się górnictwem, a także z obróbką żelazu, marmuru i złota. Stopniowo zwiększała się liczba mieszkańców, ale tereny te nie posiadały własnej podmiotowości na administracyjnej mapie Jekaterynburga. Rzecz miała się podobnie po przewrocie bolszewickim i zakończeniu wojny domowej, gdy ta część miasta należała do rejonów leninowskiego i oktiabrskiego. Wraz z dalszym rozwojem przemysłu na tym obszarze i wzrostem liczby mieszkańców sowieckie władze Swierdłowska postanowiły z wymienionych wyżej dwóch rejonów, wydzielić nowy, co oficjalnie stało się 25 czerwca 1943 roku. Liczba mieszkańców nowej dzielnicy wynosiła wówczas około 40 tysięcy, a tego samego roku uruchomiono pierwszą linię trolejbusową w rejonie. Patronem nowego tworu administracyjnego został wybrany Walery Czkałow, jeden z najsłynniejszych lotników sowieckich. W 1944 roku oddano do użytku pierwszą linię tramwajową w dzielnicy. Okres po zakończeniu II wojny światowej charakteryzował się rozwojem przemysłu, transformacją gospodarki z wojennej na pokojową, co zwiększyło produkcję dóbr konsumpcyjnych oraz inwestycji w budownictwo mieszkaniowe. W dalszym ciągu rozwijana była infrastruktura drogowa oraz transport publiczny, a w 1958 roku otwarto na terenie rejonu Instytut Inżynierii Górniczej. W 1964 roku uruchomiono rejonowy szpital z łóżkami dla 265 pacjentów, a w 1967 roku zlokalizowano tu Wyższą Szkołę Artylerii oraz Pałac Kultury (z okazji obchodów pięćdziesiątej rocznicy Rewolucji Październikowej). W latach siedemdziesiątych i osiemdziesiątych inwestowano w opiekę zdrowotną, otwarto m.in. dwie kliniki dziecięce, klinikę dentystyczną oraz szpital położniczy. Rozpad Związku Radzieckiego spowodował spowolnienie inwestycyjne w dzielnicy. 31 marca 1992 roku zawieszono funkcjonowanie sowieckich władz rejonu i zastąpiono je nowymi. W nowej rzeczywistości postsowieckiej na terenie dzielnicy otwarto m.in. nową szkołę oraz odbudowano dwie zniszczone przez władzę bolszewicką cerkwie. Zaczęły powstawać centra handlowe oraz dwie stacje metra. W 2004 roku świętowano stulecie urodzin patrona dzielnicy, Walerego Czkałowa. W 2008 roku uruchomiono nową klinikę, a w 2010 i 2011 oddano do użytku siedem nowych przedszkoli. 

## Charakterystyka
Rejon czkałowski zlokalizowany jest w południowej części Jekaterynburga i zajmuje powierzchnię około 40 kilometrów kwadratowych. Liczba jego mieszkańców nieustannie rośnie. W 1985 roku mieszkało tutaj 205 800, ale w czasie kryzysu końca lat osiemdziesiątych liczba ta zmniejszyła się do 187 681 w 1989 roku. Po rozpadzie Związku Radzieckiego liczba ta powoli wzrastała i w 2001 roku osiągnęła poziom 211 100, a w 2002 roku już 222 690. W 2010 było to natomiast 215 339 i 215 342, a w 2012 roku 221 476. Dzielnica ma charaktery przemysłowy i jest przez okres sowiecki była przedmieściami miasta zamieszkiwanymi przez klasę pracującą. Działają tu 43 duże zakłady przemysłowe, chemiczne, petrochemiczne, maszynowe, a także 8 instytutów badawczych. Pod koniec lat dziewięćdziesiątych na terenie rejonu skoncentrowane było 32% produkcji całego Jekaterynburga. Oprócz 10 instytutów i szkół wyższych działa tu także 27 szkół publicznych, 4 szkoły plastyczne i 8 bibliotek. Łączna długość ulic na terenie dzielnicy wynosi ponad 280 kilometrów. Rośnie przyrost naturalny w rejonie, w 2009 roku urodziło się tu 2688 dzieci, w 2010 roku - 3675, a w 2011 roku - 3859. 1 stycznia 2012 roku bezrobocie w rejonie wyniosło 0,84% i w porównaniu z rokiem poprzednim zmniejszyło się półtorakrotnie. Trwają inwestycje w budownictwo mieszkaniowe, w rozwój infrastruktury drogowej oraz tworzenie nowych terenów zielonych. Rejon czkałowski posiada własne wybieralne władze samorządowe, które mają za zadanie dbanie o kondycję i rozwój lokalnej społeczności. Rejon nastawia się także na współpracę międzynarodową, w tym celu nawiązał partnerstwo z jedną z dzielnic chińskiego Kantonu. Na obszarze rejonu znajduje się cerkiew Przemienia Pańskiego, jeden z najstarszych prawosławnych obiektów sakralnych w mieście.

## Transport
Dzielnica znajduje się w strukturze nowosybirskich sieci  tramwajowej, autobusowej i trolejbusowej. Na obszarze czkałowskiego rejonu zlokalizowane są dwie stacje Jekaterynburskiego Metra. 
- Czkałowskaja
- Botaniczeskaja